# Julia Murray
Julia Murray (Vancouver, 23 december 1988) is een Canadese freestyleskiester. Ze vertegenwoordigde haar vaderland op de Olympische Winterspelen 2010 in Vancouver. Haar vader is voormalig alpineskiër Dave Murray.

## Carrière
Bij haar wereldbekerdebuut, in januari 2008 in Les Contamines, eindigde Murray direct in de top tien. Op de wereldkampioenschappen freestyleskiën 2009 in Inawashiro eindigde de Canadese als tiende op de ski cross, vlak na de wereldkampioenschappen stond ze in Hasliberg voor de eerste maal in haar carrière op het podium van een wereldbekerwedstrijd. Tijdens de Olympische Winterspelen van 2010 in Vancouver eindigde Murray als twaalfde op de ski cross.
In Deer Valley nam de Canadese deel aan de wereldkampioenschappen freestyleskiën 2011, op dit toernooi veroverde ze de zilveren medaille op de ski cross.

## Resultaten

### Olympische Spelen
| Jaar | Plaats    | Resultaten    |
| ---- | --------- | ------------- |
| 2010 | Vancouver | 12e Ski cross |

### Wereldkampioenschappen
| Jaar | Plaats      | Resultaten    |
| ---- | ----------- | ------------- |
| 2009 | Inawashiro  | 10e Ski cross |
| 2011 | Deer Valley | Ski cross     |

### Wereldbeker

#### Eindklasseringen
| Seizoen   | Algm | SX  |
| --------- | ---- | --- |
| 2007/2008 | 39e  | 10e |
| 2008/2009 | 34e  | 11e |
| 2009/2010 | 25e  | 8e  |
| 2010/2011 | 72e  | 23e |